# Leptocnema
Leptocnema is een geslacht van hooiwagens uit de familie Gonyleptidae.
De wetenschappelijke naam Leptocnema is voor het eerst geldig gepubliceerd door C.L. Koch in 1839. 

## Soorten
Leptocnema is monotypisch en omvat slechts de volgende soort:
- Leptocnema sulphurea